# Ковёр-самолёт

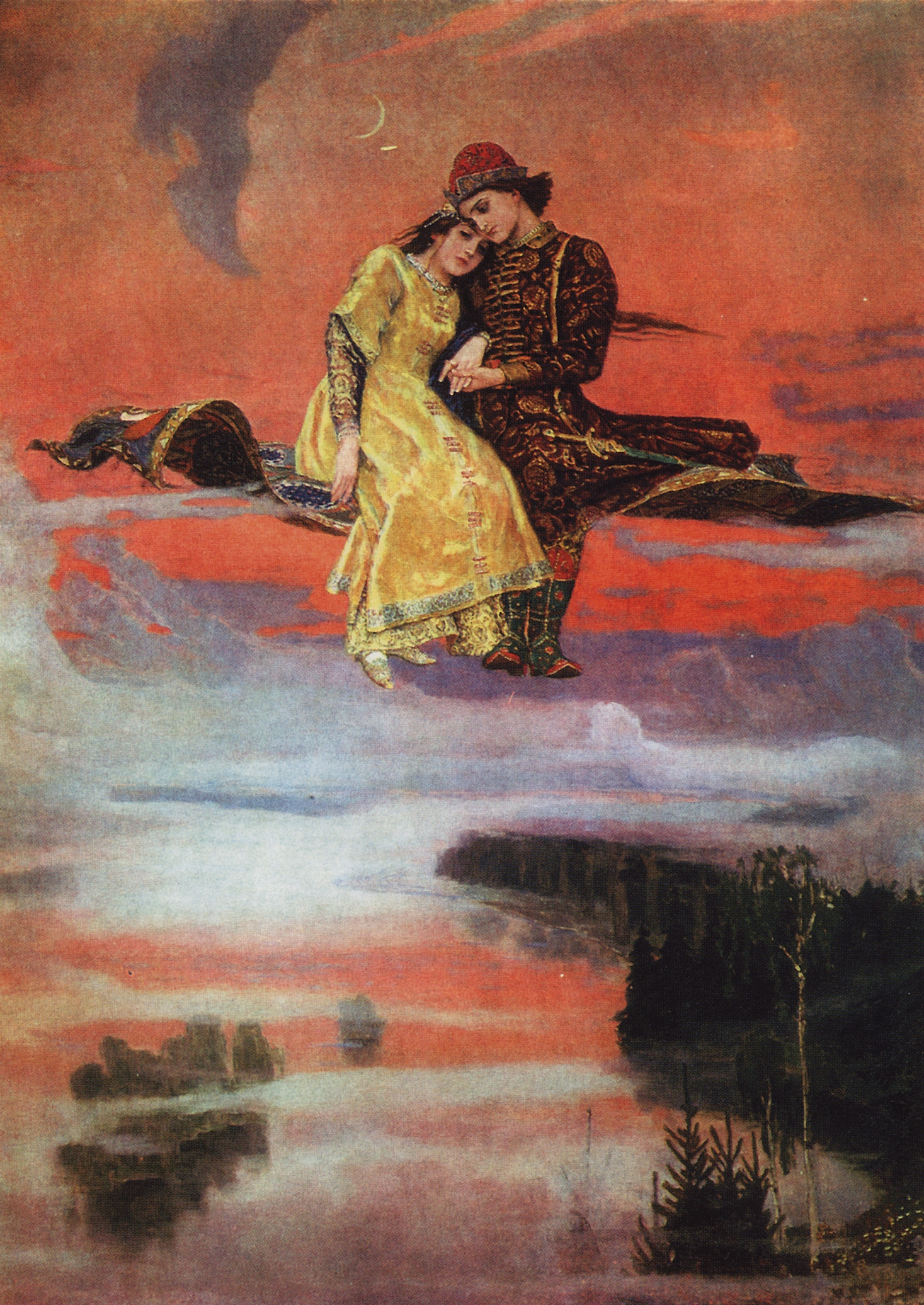
В. М. Васнецов «Ковёр-самолёт», 1926 г.

Ковёр-самолёт (коврик-самолёт) — волшебный ковёр, на котором герои сказок перелетают по воздуху в любое место. Соткан из шерсти и имеет правильную четырёхугольную форму. Управляется приказами хозяина, или человека, сидящего на нём. Мокрый или порванный ковёр мог потерять свои летательные свойства.

## Истоки
Упоминание о ковре-самолёте встречается в фольклоре разных народов земли, в том числе в русских народных сказках: «Сказка об Иване — гостином сыне», «Чудесная курица», «Рога», «Вещий сон», «Заколдованная королевна», «Царевна-лягушка», «Сказка о лягушке и богатыре», «Елена Премудрая», «Заколдованная королевна», «По колена ноги в золоте, по локоть руки в серебре». С помощью волшебного ковра герой может летать даже в загробный мир.
В хасидских легендах также фигурируют ковер-самолёт. По мусульманскому преданию, ковёр-самолёт существовал и у царя Соломона (Сулеймана). Он был соткан джиннами из зелёного шёлка и золота, и на нём вместе с Соломоном помещался его трон, царедворцы, стража и войско. По преданию ковёр Соломону подарил Аллах, и он перемещался на этом ковре, завтракая в Дамаске и ужиная в Мидии.
Встречается в азербайджанском фольклоре.
В ближневосточных сказках на коврах-самолётах летали принцы, джинны, волшебники, всемогущие шейхи, спасители принцесс и царевен вместе с девушками, которых они избавили от всяких напастей. В сказке «Ковёр принца Хусейна», входящей в сборник «Тысяча и одна ночь» принц Хусейн, старший сын султана в Индии, отправляется в Биснагар (Виджаянагара) и покупает волшебный ковёр, который описывается следующим образом: «Кто бы ни сел на это ковёр и пожелал, чтобы его перенесли в другое место, в мгновение ока окажется рядом с ним, или далеко далеко, на расстоянии одного дня пути, и куда трудно добраться». В китайском фольклоре встречается тростниковая циновка (кит. упр. 蒲团, пиньинь pútuán, палл. путуань), если на неё сесть и подумать о месте назначения, она вскоре туда доставит. На ней, в частности, юноша Тянь-тай слетал в Запретный город в сказке «Портрет девушки из дворца» (кит. упр. 一张宫女图).
К ковру-самолёту обращались известные российские художники и писатели — Н. К. Рерих, В. М. Васнецов, А. Р. Беляев и другие. В XIX веке этот летательный аппарат пришёл в западноевропейскую культуру. В XX веке перекочевал на кино- и телевизионные экраны — советские зрители могли увидеть его в патриотической экранизации русского фольклора «Кащей бессмертный», снятой в годы Великой Отечественной войны, детской киносказке «Старик Хоттабыч» (снятой по книге Л. И. Лагина «Старик Хоттабыч» в 1956 году), по сценарию братьев Стругацких снят фильм «Чародеи», где показан ковёр-самолёт как один из экспонатов музея научно-исследовательского института Чародейства и Волшебства (НИИЧАВО).
Студия Уолта Диснея создала своего «Аладдина», в США вышел фильм «Феникс и волшебный ковёр».
В «Поттеровской википедии» говорится, что магический ковёр активно использовался в качестве средства передвижения вплоть до XX века, однако затем летающие ковры были запрещены сектором борьбы с незаконным использованием магловских изобретений. Помимо литературы и кинематографа, образ летающего ковра широко используется в индустрии компьютерных игр.

## Прочее
Израильская операция по вывозу по воздуху в Израиль общины йеменских евреев численностью 50 тысяч человек, проведённая в 1949 году, получила название «Ковёр-самолёт».